# Папушин
Папушин — хутор в Алексеевском районе (городском округе, с 2018) Белгородской области, входит в состав Хрещатовского сельского поселения.

## Описание
Расположен в восточной части области, в 19 км к юго-западу от районного центра, города Алексеевки. 
| 1859 | 1897 | 2002 | 2010 |
| ---- | ---- | ---- | ---- |
| 871  | ↗901 | ↘171 | ↗173 |

Улицы и переулки
| - ул. Раздольная - ул. Садовая |

## История
В 1859 году - Бирюченского уезда «хутор владельческий Папушин при Наголинском протоке» «по правую сторону большого почтового тракта от г. Бирюча до г. Острогожска» - 57 дворов, 515 жителей (268 муж., 247 жен.).
Упоминается в Памятной книжке Воронежской губернии за 1887 год как "хуторъ Папушинъ" Наголенской волости Бирюченского уезда. Число жителей обоего пола — 389, число дворов — 62.